# Ning Zhongyan
Ning Zhongyan (* 3. November 1999 in Mudanjiang) ist ein chinesischer Eisschnellläufer.

## Werdegang
Zhongyan startete im November 2018 in Obihiro erstmals im Weltcup und belegte dabei den 16. Platz im Massenstart und in der B-Gruppe über 1000 m und den zehnten Rang. Bei den Einzelstreckenweltmeisterschaften 2019 in Inzell kam er auf den 14. Platz über 1000 m und auf den 12. Rang im Massenstart. Nach Platz zwei über 1000 m in Minsk und im Teamsprint in Minsk und Tomaszów Mazowiecki zu Beginn der Saison 2019/20, holte er über 1500 m in Nur-Sultan seinen ersten Weltcupsieg und errang in Calgary den zweiten Platz über 1500 m. Im Januar 2020 wurde er in Harbin chinesischer Meister im Vierkampf. Bei den Einzelstreckenweltmeisterschaften 2020 in Salt Lake City gewann er die Silbermedaille im Teamsprint. Zudem lief er dort auf den 16. Platz über 1000 m und auf den vierten Rang über 1500 m. Bei der Sprintweltmeisterschaft 2020 in Hamar belegte er den 12. Platz. Die Saison beendete er auf dem fünften Platz im Weltcup über 1000 m und auf dem zweiten Rang im Weltcup über 1500 m.

## Persönliche Bestzeiten
- 500 m 34,47 s (aufgestellt am 8. März 2024 in Inzell)
- 1000 m 1:06,53 min (aufgestellt am 17. Februar 2024 in Calgary)
- 1500 m 1:41,38 min (aufgestellt am 4. Dezember 2021 in Salt Lake City)
- 3000 m 3:46,51 min (aufgestellt am 23. Februar 2019 in Calgary)
- 5000 m 6:34,51 min (aufgestellt am 23. August 2019 in Calgary)
- 10.000 m 13:59,32 min (aufgestellt am 9. Januar 2020 in Harbin)

## Weltcupsiege

### Weltcupsiege im Einzel
| Nr. | Datum             | Ort        | Disziplin |
| --- | ----------------- | ---------- | --------- |
| 1.  | 8. Dezember 2019  | Nur-Sultan | 1500 m    |
| 2.  | 21. November 2021 | Stavanger  | 1500 m    |
| 3.  | 12. Dezember 2021 | Calgary    | 1000 m    |
| 4.  | 18. November 2022 | Heerenveen | 1000 m    |

### Weltcupsiege im Team
| Nr. | Datum             | Ort        | Disziplin    |
| --- | ----------------- | ---------- | ------------ |
| 1.  | 20. November 2021 | Stavanger  | Teamsprint 1 |
| 2.  | 20. November 2022 | Heerenveen | Teamsprint 2 |